# 劉檟
劉檟（1512年—？），字元美，浙江紹興府山陰縣人，軍籍，明朝政治人物。

## 生平
嘉靖十六年（1537年）丁酉科浙江鄉試第四名舉人。嘉靖二十三年（1544年）中式甲辰科會試第二十五名，登第三甲第一百二十八名進士。官至山东兵备副使。

## 家族
曾祖劉玘；祖父劉鑑；父劉灌。前母田氏；母胡氏。具庆下。兄劉棟（南京兵部侍郎）、劉本（教谕）、劉集（贡士）、刘校、劉票、劉榮、劉梧。